# Cryptoblepharus africanus
Espèce
Synonymes
- Ablepharus boutonii africanus Sternfeld, 1918

Cryptoblepharus africanus est une espèce de sauriens de la famille des Scincidae.

## Répartition
Cette espèce se rencontre dans les régions côtières de l'Est de l'Afrique.

## Publication originale
- Sternfeld, 1920 "1918" : Zur Tiergeographie Papuasiens und der pazifischen Inselwelt. Abhandlungen der Senckenbergischen Naturforschenden Gesellschaft, vol. 36, p. 375-436.